# Astérix en la India

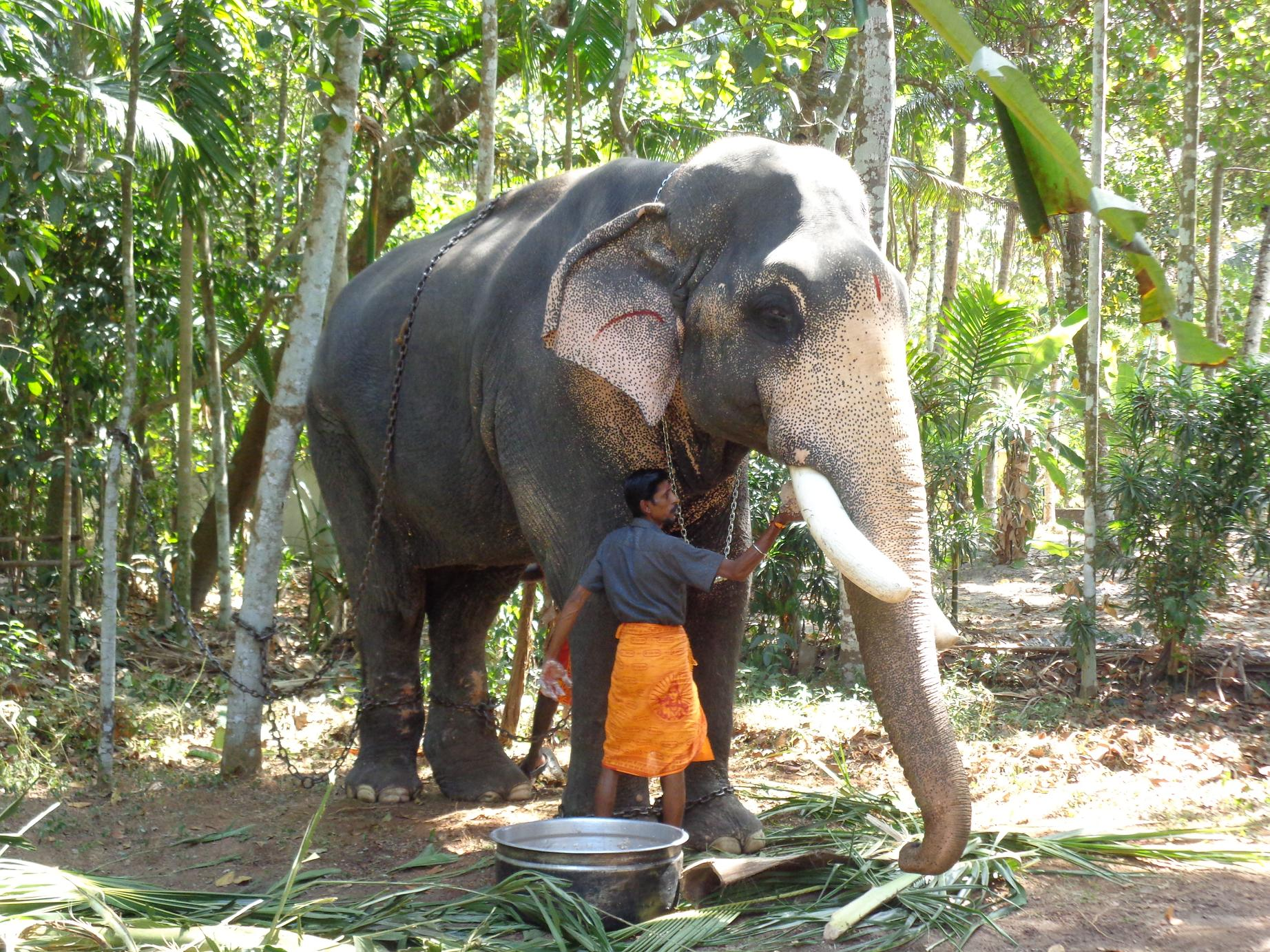
Elefante asiático y su domador, propios del libro.

Astérix en la India (en francés: Astérix chez Rahazade)  es un cómic de la serie de René Goscinny y Albert Uderzo, Astérix el Galo publicado en 1987. 

## Argumento
Después de la reconstrucción del pueblo galo tras el ataque de Bruto en la aventura anterior, el jefe Abraracúrcix está tratando de dar un discurso, pero es interrumpido por el bardo Asurancetúrix, cuya canción provoca la lluvia. Ahivá, un fakir, cae de su alfombra voladora, y explica que estaba buscando el pueblo porque tiene que hacer llover en su país, un reino en el valle del Ganges, dentro de las siguientes 1001 horas; de lo contrario, la princesa Frahazada, hija del rajá Passayá, será sacrificada a los dioses. Esta profecía es parte de un malvado plan del gran visir Dhalekanya, para apoderarse del trono.
Abraracúrcix acepta enviar a Asurancetúrix, que hace llover, a la India, acompañado por Asterix, Obélix e Idéfix. Los cinco suben a la alfombra voladora; pero su viaje a menudo se ve interrumpido por la insistencia de Obélix en detenerse para comer, por los intentos de Asurancetúrix de cantar y, una vez, por un rayo que agujerea e incendia la alfombra y obliga a los héroes a reemplazarla. 
Los galos llegan a la India con exactamente 30 horas, 30 minutos y 30 segundos para salvar a Frahazada; pero Asurancetúrix ha perdido la voz durante el viaje, y los médicos de Passayá proclaman que para recuperarla, Asurancetúrix debe bañarse durante la noche en una combinación de leche de elefante, estiércol y pelo. En consecuencia, los galos y Ahivá llevan a Asurancetúrix al entrenador de elefantes Bhengayah y preparan el baño; pero Dhalekanya envía a sus secuaces a secuestrar al bardo y llevarlo a un cementerio de elefantes para que sea pisoteado y asesinado por la manada de elefantes salvajes.
Ahivá, Astérix y Obélix se disponen a rescatar al bardo, pero son detenidos por Majaratha, el compañero fakir de Dhalekanya. Mientras Ahivá y Majaratha se maldicen, Astérix y Obélix escapan hacia Bhengayah, con quienes se embarcan al cementerio de elefantes. Después de encontrarse con animales despiadados, como un tigre real, del cual Obélix se siente molesto pues no es comestible, unos monos que raptan a Idéfix, un rinoceronte y los secuaces de Dhalekanya, encuentran a Asurancetúrix vivo y bien, su olor ha aplacado a los elefantes. Mientras tanto, Ahivá derrota a Majaratha y recupera a los galos en su alfombra voladora.
En los campos de ejecución, Asterix salva a Frahazada, mientras que Ahivá intercepta a Dhalekanya. Asurancetúrix recupera la voz después de una dosis de poción mágica y canta, provocando la lluvia. En el banquete de la victoria en el palacio, Obélix conjetura que sus compañeros aldeanos podrían tener su banquete habitual, esta vez sin él. Esto se ha demostrado cierto; y en el banquete, algunos de los galos comienzan a expresar el deseo de recuperar al bardo, por temor a una sequía, y Esautomátix el herrero, la amenaza habitual de Asurancetúrix, parece extrañarlo.

## Personajes
- Astérix
- Obélix
- Asurancetúrix
- Idéfix
- Ahivá
- Dhalekanya
- Passayá
- Frahazada
- Bhengayah
- Secuaces de Dhalekanya
- Majaratha
- Panorámix
- Abraracúrcix
- Esautomátix
- Otros galos

## Animales que aparecen en el álbum
- Perro: Idéfix es un claro ejemplo del mejor amigo del hombre.
- Elefante: Bhengayah doma estos paquidermos, muy comunes en la India.
- Vaca: En la India son sagradas, y se prohíbe el consumo de su carne.
- Tigre: Obélix se queja diciendo que no son comestibles cuando un tigre real lo ataca.
- Pitón: Brevemente, se ve a Obélix pegándole en la cabeza cuando Bhengayah dice que si bien siguieron la pista de Idéfix para ir al cementerio de elefantes, Asurancetúrix estaba perdido (primera viñeta de la página 41).
- Monos: Raptan a Idéfix, pero Obélix, furioso, sacude el árbol para que caiga Idéfix.
- Rinoceronte: Obélix choca con éste y le da una bofetada.

## Particularidades
- Antes de este álbum, jamás se había visto ni dicho que Asurancetúrix provocase la lluvia cuando canta.
- En este álbum se ve por vez primera cómo Asurancetúrix toma la poción mágica.
- La India es el lugar más lejano que visita Astérix.
- Los nombres de los indios son juegos de palabras: Ahivá (de "ahí va"), Passayá (de "pasa ya"), Bhengayah (de "venga ya") o Majaratha (de "majareta").[5]
- Al sobrevolar la ciudad de Tiro, los galos son atacados con flechas, como en La odisea de Astérix.